# Serdar Annaorazow
Serdar Annaorazow (ur. 29 czerwca 1990) – turkmeński piłkarz grający na pozycji prawego obrońcy. Od 2014 roku jest zawodnikiem klubu Altyn Asyr Aszchabad.

## Kariera piłkarska
Swoją karierę piłkarską Annaorazow rozpoczął w klubie HTTU Aszchabad, w którym w 2011 roku zadebiutował w pierwszej lidze turkmeńskiej. W 2011 roku wywalczył z nim wicemistrzostwo kraju oraz zdobył Puchar Turkmenistanu. W 2013 roku został mistrzem kraju.
W 2016 roku Annaorazow przeszedł do Altyn Asyr Aszchabad. W latach 2014–2018 pięciokrotnie z rzędu wywalczył tytuł mistrza Turkmenistanu. Zdobył też krajowy puchar w latach 2015 i 2016.

## Kariera reprezentacyjna
W reprezentacji Turkmenistanu Annaorazow zadebiutował 28 lipca 2011 roku w przegranym 3:4 meczu eliminacji do MŚ 2014 z Indonezją. W 2019 roku powołano go do kadry na Puchar Azji.